# Episodi di Sissi (serie televisiva 2021) (prima stagione)
La prima stagione della serie televisiva Sissi (Sisi), composta da 6 episodi, è stata pubblicata in Germania il 12 dicembre 2021 sulla piattaforma streaming RTL+ e in seguito anche trasmessa in televisione su RTL e su ORF il 28, il 29 e il 30 dicembre 2021.
In Italia la stagione è andata in onda in prima serata su Canale 5 dal 28 dicembre 2021 all'11 gennaio 2022.
| n° | Titolo originale | Titolo italiano | Pubblicazione Germania | Prima TV Italia  |
| -- | ---------------- | --------------- | ---------------------- | ---------------- |
| 1  | Episode 1        | Episodio 1      | 12 dicembre 2021       | 28 dicembre 2021 |
| 2  | Episode 2        | Episodio 2      | 12 dicembre 2021       | 28 dicembre 2021 |
| 3  | Episode 3        | Episodio 3      | 12 dicembre 2021       | 4 gennaio 2022   |
| 4  | Episode 4        | Episodio 4      | 12 dicembre 2021       | 4 gennaio 2022   |
| 5  | Episode 5        | Episodio 5      | 12 dicembre 2021       | 11 gennaio 2022  |
| 6  | Episode 6        | Episodio 6      | 12 dicembre 2021       | 11 gennaio 2022  |

## Episodio 1
- Titolo originale: Episode 1
- Diretto da: Sven Bohse
- Scritto da: Andreas Gutzeit, Elena Hell e Robert Krause

### Trama
Elisabetta I Sissi, la figlia di Ludovica e Max di Baviera, visse spensierata in un paesaggio naturale a Possenhofen sul lago di Starnberg in Germania, insieme ai suoi fratelli. 
Il giovane Francesco Giuseppe I, futuro Kaiser, con le sue truppe avviò una dura repressione durante una rivolta degli ungheresi ad Arad in Ungheria, nella quale loro chiesero maggiore indipendenza e un proprio parlamento.
La sorella Elena, maggiore di età, doveva, lei, sposare Franz Joseph I d'Austria e diventare perciò la consorte d'Austria. Elisabetta I Sissi fu sulle prime riluttante a recarsi a Bad Ischl in Austria, in abito nero come volevano, per il fidanzamento della sorella con Francesco Giuseppe I. 
A Vienna l'arciduchessa Sophie e la duchessa di Baviera Ludovica, madre di Elisabetta I Sissi, già pianificavano il fidanzamento di Elena di Baviera, immaginando una futura alleanza austro-tedesca, ma un giorno Elisabetta I Sissi e Francesco Giuseppe I furono sorpresi da alcuni ribelli insorti, mentre erano a cavallo in una foresta. Fu un'imboscata, con l'aiuto di un aiutante di campo di Francesco Giuseppe I d'Austria, di nome Grünne, il giovane Francesco Giuseppe I riuscì a mettere in salvo Elisabetta I Sissi e se stesso, perché in realtà rischiarono entrambi di morire in quel tragico episodio. Si salvarono entrambi. Per quell'evento Elisabetta I Sissi chiese a Sophie un vestito che fosse diverso dal nero, per poter partecipare al ballo di corte. 
Prima che iniziasse la cerimonia ufficiale, Francesco Giuseppe I d'Austria annunciò a Elisabetta I Sissi che, lui, avrebbe sposato la sorella Elena di Baviera, perché in fondo, non importava molto di quella loro relazione. Durante il cotillon, a sorpresa, però, Elisabetta I Sissi mostrò il bouquet di fiori che suggellò invece, il fidanzamento ufficiale tra i due.
- Ascolti Francia: telespettatori 3 046 000 – share 14,1%[4].
- Ascolti Italia: telespettatori 3 383 000 – share 16,70%[5].

## Episodio 2
- Titolo originale: Episode 2
- Diretto da: Sven Bohse
- Scritto da: Andreas Gutzeit, Elena Hell e Robert Krause

### Trama
La madre di Elisabetta I Sissi, Ludovica di Baviera, chiese a Elena di Baviera di preparare la figlia in vista della severa vita di corte che l'avrebbe attesa e dell'imminente matrimonio di Francesco Giuseppe I. La sorella maggiore avrebbe dovuto, quindi, sottomettersi al suo futuro destino di corte e accettare di non essere stata invece, già di Francesco Giuseppe I d'Austria. Prima del matrimonio, infatti, Francesco Giuseppe I d'Austria, futuro Kaiser, offrì ad Elisabetta I Sissi numerosi doni, ma l'avvertì anche del severo cerimoniale e della corte, che avrebbe dovuto affrontare.
Un giorno avvenne un confronto tra il padre Max di Baviera e il futuro genero Francesco Giuseppe I d'Austria circa il prossimo e regime della corte austriaca. 
Inizialmente il padre Max di Baviera si rifiutò di favorire il matrimonio a Vienna, in Austria, perché sapeva che Francesco Giuseppe I era contrario a tutto ciò che lo riguardava in Austria e che avrebbe poi donato alla futura consorte Elisabetta I Sissi, scelta da lui. 
Spesso Francesco Giuseppe I amava trascorrere il tempo con una donna di nome Fanny, che lo riceveva in un luogo ambiguo. Elisabetta I Sissi si mise in contatto con la giovane per alcuni chiarimenti. Elisabetta I Sissi presentò la donna, alla madre Ludovica di Baviera come la contessa Franziska von Lotty, un'immaginaria cameriera di nome Fanny. 
Max di Baviera sconsigliò alla figlia Elisabetta I Sissi di sposarsi, ma il loro matrimonio venne celebrato comunque a Vienna, in Austria. Alla corte austriaca Elisabetta I Sissi e la donna che l'accompagnava, Fanny, furono accolte da proteste e ostilità proprio dagli oppositori della monarchia.
- Ascolti Francia: telespettatori 3 046 000 – share 14,1%[4].
- Ascolti Italia: telespettatori 3 383 000 – share 16,70%[5].

## Episodio 3
- Titolo originale: Episode 3
- Diretto da: Sven Bohse
- Scritto da: Andreas Gutzeit, Elena Hell e Robert Krause

### Trama
A corte, durante la prima notte, dopo le nozze, Francesco Giuseppe I d'Austria riservò il dovuto rispetto coniugale alla moglie Elisabetta I Sissi, ma provò la relazione con il sangue, per offrire una testimonianza alla corte e onorare perciò le sue severe richieste. Dopo che la contessa ungherese Esterházy, la governante, scoprì la falsa identità della cameriera Fanny, la moglie di Francesco Giuseppe I d'Austria, Elisabetta I Sissi, tentò di convincere la corte a trattenere la donna, tuttavia Elisabetta I Sissi non ci riuscì e la Fanny venne bandita ed estromessa.
Francesco Giuseppe I e la consorte Elisabetta I Sissi trascorsero la luna di miele a Laxenburg nella bassa Austria, dove trascorsero qualche tempo insieme, a cavallo.  In quel luogo la contessa ungherese Esterházy insistette nel preparare al meglio la giovane Elisabetta I Sissi per l'offerta delle terre che doveva avere luogo appena dopo tre giorni. Intanto Francesco Giuseppe I ricevette un importante messaggio e tornò a Vienna. La moglie Elisabetta I Sissi lo seguì subito, anche se inizialmente non fu avvertita. 
Elisabetta I Sissi si oppose spesso alle punizioni dei soldati ribelli, ma Francesco Giuseppe I sentì quel fermo, ostile nei suoi confronti, di fronte all'intero corpo degli ufficiali, per l'inutilità del ruolo che il consorte austriaco doveva svolgere. Ma al ricevimento delle terre, Elisabetta I Sissi venne accolta con gioiosa accoglienza dal popolo. Elisabetta I Sissi imparò la lingua ungherese dal suo tutore e sorprese per le sue abilità linguistiche.
Il responsabile della delegazione, inoltre, chiese a Francesco Giuseppe I d'Austria il perdono per gli insorti ungheresi prigionieri. Francesco Giuseppe I accolse la richiesta, ma fu sorpreso dall'iniziativa della moglie.
- Ascolti Francia: telespettatori 3 046 000 – share 14,1%[4].
- Ascolti Italia: telespettatori 2 994 000 – share 14,10%[6].

## Episodio 4
- Titolo originale: Episode 4
- Diretto da: Sven Bohse
- Scritto da: Andreas Gutzeit, Elena Hell e Robert Krause

### Trama
L'arciduchessa Sophie, temette quel perdono chiesto per i rivoluzionari ungheresi concesso dal Kaiser, suo figlio. Ciò fu interpretato come un segno di debolezza. 
Nel frattempo Elisabetta I Sissi convinse il marito Francesco Giuseppe I a perseguire con più convinzione i suoi doveri coniugali per offrire alla corte e al più presto, un erede al trono. La giovane Fanny sembrò la persona più indicata per offrire a Elisabetta I Sissi l'adeguata assistenza e la moglie presto rimase incinta. Francesco Giuseppe I fece visita alla donna, ma per risparmiarla chiese ad un'altra il favore della visita. Elisabetta I Sissi fu subito riconosciuta e presto circondata da molta gente al ruolo di Imperatrice a Vienna sul Kohlmarkt. Quando tornò a corte, però, l'arciduchessa Sophie la rimproverò severamente.
Nel frattempo in territorio italiano avvenne un grave attacco, per mano di partigiani in Lombardia, Francesco Giuseppe I pensò di intervenire nel combattimento, ma il suo aiutante di campo, il conte Grünne, glielo sconsigliò. 
La contessa ungherese Esterházy organizzò, invece, un incontro segreto tra Elisabetta I Sissi e il giovane Andrássy, un conte ungherese, perché intendeva coinvolgerla nel raggiungimento di una pace più duratura in Ungheria. Andrássy chiese la fine dell'oppressione degli ungheresi da parte dell'Austria e delle sue truppe, nonché più dignità e autodeterminazione per il suo popolo. Egli consegnò a Elisabetta I Sissi una lettera per il marito Imperatore d'Austria.
Elisabetta I Sissi non riuscì a dare alla luce l'agognato erede maschio per il trono d'Austria, soprattutto per la presenza di Sophie a corte. 
Nacque invece, una femmina e durante il battesimo della figlia, Francesco Giuseppe I venne assalito e ferito al collo con un coltello.
- Ascolti Francia: telespettatori 2 402 000 – share 11,5%[7].
- Ascolti Italia: telespettatori 2 994 000 – share 14,10%[6].

## Episodio 5
- Titolo originale: Episode 5
- Diretto da: Sven Bohse
- Scritto da: Andreas Gutzeit, Elena Hell e Robert Krause

### Trama
L'imperatore Francesco Giuseppe I d'Austria riuscì a sopravvivere al tentativo di assassinio avvenuto in una Chiesa, l'attentatore dell'Impero era un ungherese. 
Dopo la guarigione, Francesco Giuseppe I entrò immediatamente in guerra in Lombardia e la moglie Elisabetta I Sissi curò invece i feriti in un ospedale militare austriaco di Laxenburg, dove fu ricoverato anche il conte Grünne, anche lui gravemente ferito, il suo avambraccio dovette essere addirittura parzialmente amputato. 
Da quell'episodio terribile, Elisabetta I Sissi si recò poi a Solferino in Italia, per vedere suo marito che poi minacciò lei, di perdere l'imminente guerra. 
A Solferino, Elisabetta I Sissi fece mostrare la lettera che aveva ricevuto per il marito dal conte ungherese Andrássy e vide il marito Francesco Giuseppe I che per questa stava  piangendo. Dopo che Francesco Giuseppe I apprese che la moglie era di nuovo incinta, egli sospettò che invece fosse Andrássy il padre. 
Elisabetta I Sissi portò con sé anche la sua seconda figlia femmina, Gisela. 
Francesco Giuseppe I decise di incontrare Andrássy a Buda, in Ungheria, durante un ricevimento, la moglie Elisabetta I Sissi lo accompagnò e gli fece da interprete. Alla fine L'Imperatore Francesco Giuseppe I annunciò il perdono degli insorti e firmò un trattato di pace con gli ungheresi. Ma l'assassino dell'Imperatore fu avvistato di nuovo al ricevimento e venne sopraffatto e ucciso da Andrássy. Subito dopo, la coppia imperiale austriaca ricevette la notizia che la figlia Sophie stava molto male.
- Ascolti Francia: telespettatori 2 402 000 – share 11,5%[7].
- Ascolti Italia: telespettatori 3 201 000 – share 14,70%[8].

## Episodio 6
- Titolo originale: Episode 6
- Diretto da: Sven Bohse
- Scritto da: Andreas Gutzeit, Elena Hell e Robert Krause

### Trama
La piccola figlia Sophie morì, Elisabetta I Sissi la riportò in Austria, a Vienna per la sepoltura e mentre piangeva, lasciò che tutti i suoi vestiti venissero bruciati. Da quel momento Elisabetta I Sissi non smise mai di vestire solo in nero. 
A Vienna il marito Francesco Giuseppe I si concentrò solo sul lavoro e non ultimo, Napoleone III di Francia iniziò a rivendicare per sé i territori in Italia settentrionale.
Nel frattempo il conte Grünne, a causa di un amuleto, iniziò a sospettare che l'assassino di Francesco Giuseppe I d'Austria, marito di Elisabetta I Sissi, fosse in contatto con Fanny, la cameriera che possedeva anche lei lo stesso amuleto. Grünne informò poi, la moglie, di questo sospetto e affidò alla figlia Gisela, le cure di Sophie. La cameriera Fanny venne subito portata via dalle guardie e impiccata sul patibolo. Prima di morire, la donna chiese a Elisabetta I Sissi di prendersi cura di sua figlia, Marie.
Qualche tempo dopo a Laxenburg, in Austria, Elisabetta I Sissi sorprese il marito con una donna e gli chiese subito di porre fine alla guerra in corso e di iniziare a negoziare con Napoleone III di Francia. 
Elisabetta I Sissi chiese aiuto a sua madre Ludovica di Baviera: la confederazione tedesca doveva sostenere l'Imperatore d'Austria nelle trattative con Napoleone III di Francia. Durante le trattative lei intimò a Napoleone III di Francia che, se necessario, sarebbero state utilizzate contro di lui, se non così non fosse stato. Allora Napoleone III di Francia dichiarò guerra agli Ausburgo, salvo poi, accettare la fine di quest'ultima, dopo l'entrata nelle trattative proprio di Elisabetta I Sissi. Il conte Grünne, intanto, ritrovò la figlia Marie, che Elisabetta I Sissi prese in custodia, e lei rispose a lui che si trattava di un'amica della madre.
- Ascolti Francia: telespettatori 2 402 000 – share 11,5%[7].
- Ascolti Italia: telespettatori 3 201 000 – share 14,70%[8].